# Astragalus johnstonii
Astragalus johnstonii es una especie de planta del género Astragalus, de la familia de las leguminosas, orden Fabales.

## Distribución
Astragalus johnstonii se distribuye por Chile.

## Taxonomía
Fue descrita científicamente por Gómez-Sosa. Fue publicada en Gayana, Bot. 54(1): 33 (1997).